# 박욱영
박욱영(朴郁榮, 1957년 5월 18일 ~ )은 대한민국의 제6·7대 부산광역시 해운대구의원이었다.

## 학력
- 부전초등학교
- 동의중학교
- 부산공업고등전문학교 전기과 5년 졸업
- 1986.04 ~ 1991.03 게이오기주꾸대학 철학과 학사 졸업

## 경력
- 진보신당 지방자치위원회 위원
- 와세다어문학원 원장
- 2010.07 ~ 2014.06 제6대 부산광역시 해운대구의회 의원
- 2010.07 ~ 2012.07 제6대 부산광역시 해운대구의회 전반기 기획관광행정위원회 위원
- 2010.07 ~ 2012.07 제6대 부산광역시 해운대구의회 전반기 예산결산특별위원회 위원
- 2012.07 ~ 2014.06 제6대 부산광역시 해운대구의회 후반기 주민도시보건위원회 위원
- 2012.07 ~ 2014.06 제6대 부산광역시 해운대구의회 후반기 예산결산특별위원회 위원
- 2014.07 ~ 2015.05 제7대 부산광역시 해운대구의회 의원
- 2014.07 ~ 2015.05 제7대 부산광역시 해운대구의회 전반기 의회운영위원회 위원
- 2014.07 ~ 2015.05 제7대 부산광역시 해운대구의회 전반기 주민도시보건위원회 위원

## 역대 선거 결과
|  | 28.56% |

|  | 31.91% |